# جانی اینتوستله
جانی اینتوستله (انگلیسی: Jonty Entwistle؛ زادهٔ ۱۸۶۸) بازیکن فوتبال اهل بریتانیا است.
از باشگاه‌هایی که در آن بازی کرده‌است می‌توان به باشگاه فوتبال آکرینگتون اشاره کرد.